# 京屋サンティー
株式会社京屋サンティー（きょうや サンティー）は、徳島県徳島市に本社を置く日本の企業。
地元のスーパーマーケット「キョーエイ」のグループ会社であり、コンピュータ機器販売、ソフトウェア開発・キョーエイグループの統括事業等を行っている。

## 沿革
- 1951年 - 株式会社京屋設立
- 1972年 - サンティーの源流会社「株式会社デイリー」設立。[2]
- 1997年 - 株式会社サカエヤサンティーに社名変更。
- 2000年 - 株式会社サンティーに社名変更。
- 2018年3月1日 - 株式会社京屋が株式会社サンティーを吸収合併し「株式会社京屋サンティー」に社名変更。コンピュータ機器販売・ソフトウェア開発のほか、京屋本体で行っていた、キョーエイグループの統括事業も加わる。

## 事業所
- 本社（旧京屋本社） - 徳島県徳島市川内町加賀須野463番地15
- サンティー事業本部（旧サンティー本社・旧フォード徳島&ジャガー徳島本社） - 徳島県徳島市八万町沖須賀1-2
- 徳島西営業所 - 徳島県徳島市
- 美馬営業所 - 徳島県美馬市
- 高松営業所 - 香川県高松市
- 志度出張所 - 香川県さぬき市

## 関連会社
- キョーエイ
- 徳栄興産
- 寶積運輸